# Металургійний завод в Газауеті
Металургійний завод в Газауеті – підприємство кольорової металургії на північному сході Алжиру, за кілька десятків кілометрів від rордону з Марокко.
Завод, який почав роботу в 1974 році, спеціалізується на роботі з цинком та має річну потужність на рівні 37 тисяч тон (з них 15 тисяч тон у сплавах). Під час плавки сульфідних руд утворюються великі обсяги оксиду сірки, який нейтралізують шляхом виробництва сульфатної кислоти в обсягах до 72 тисяч тон на рік.
З першої половини 1960-х у прикордонному з Марокко регіоні діяла потужна цинкова копальня Ель-Абед. З 2003-го вона зупинена, а необхідний для роботи заводу в Газауеті цинковий концентрат імпортується морським транспортом (переважно з Перу). Втім, мають сподівання на відновлення місцевих поставок з рудників Ель-Абед та Уед-Амізур (над проектом останнього станом на першу половину 2020-х працює спільне підприємство місцевої Sonarem та австралійської Terramin).
Майданчик завод знаходиться поряд з портом Газауета, що забезпечує гарну логістику.